# Sông Neva
Sông Neva, hay sông Nêva, (tiếng Nga: Невa, IPA: [nʲɪˈva]) là một con sông dài 74 km ở nước Nga, chảy từ hồ Ladoga qua eo đất Karelia và thành phố Sankt-Peterburg vào vịnh Phần Lan. Độ rộng trung bình của nó là 400-600 mét, chỗ rộng nhất tới 1.200 mét. Độ sâu trung bình là 8-11 mét, chỗ sâu nhất là 24 mét (chân cầu Liteinui). Đoạn chảy qua Sankt-Peterburg dài 28 km. Nếu tính theo đường chim bay thì khoảng cách từ thượng nguồn đến hạ lưu sông này dài 45 km.
Tại cửa sông, một lớp hàng rào cản lũ hiện đang được xây dựng để ngăn không cho thành phố Sankt-Peterburg bị ngập do sự dâng lên của nước biển khi có bão. Mặc dù có chiều dài rất ngắn, nhưng sông Neva lại là một trong số các con sông có ý nghĩa lớn trong lịch sử của châu Âu. Ngoài ra cung điện Ekaterina(cung điện mùa đông) nằm ngay cạnh sông Neva xinh đẹp này

## Tên gọi
Hiện tồn tại vài phiên bản về nguồn gốc tên gọi: Nó có thể có nguồn gốc từ tiếng Phần Lan cổ để chỉ hồ Ladoga ("nevo" có nghĩa là biển), hay từ cụm từ "neva" (cũng trong ngôn ngữ này, có nghĩa là đầm lầy), hoặc từ tiếng Thụy Điển "nu" có nghĩa là (sông) mới.

## Lịch sử
Trong thời Trung cổ, con sông rộng và đi lại dễ dàng này là hành trình thương mại quan trong của người Varjag tới những người Hy Lạp, do nó nối liền việc vận chuyển hàng hóa từ biển Baltic sang sông Volga để dẫn tới phương Đông. Nó cũng là địa điểm diễn ra trận chiến trên sông Neva nổi tiếng năm 1240. Nó cũng là một phần của tuyến giao thông thủy Bạch Hải-Baltic.
Trong thế kỷ 16, cửa sông Neva là địa điểm xây dựng pháo đài Nyen của người Thụy Điển, và trên bờ lạch nhỏ dẫn tới hồ Ladoga là pháo đài Oreshek của người Nga, sau này được đổi tên thành Shlisselburg. Pháo đài đầu tiên sau này được thay thế bằng pháo đài Petropavlovskaija năm 1703. Nằm trên đảo Zayachii (đảo Thỏ), pháo đài này được coi là công trình xây dựng đầu tiên của Sankt-Peterburg ngày nay.

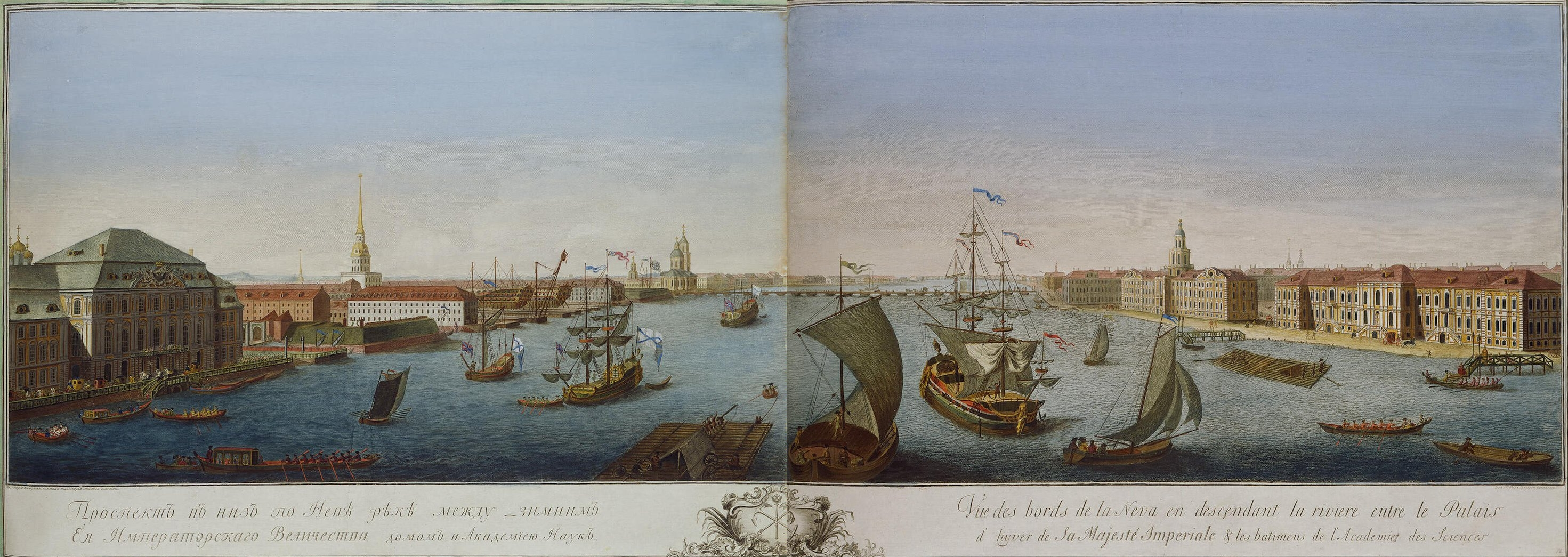
Sông Neva nhìn từ St. Peterburg, năm 1753

Neva cũng được đặt tên cho tàu chiến nhẹ ba cột buồm đầu tiên của Nga dài 61 mét (200 ft), để đi vòng quanh Trái Đất vào năm 1804 dưới sự chỉ huy của thiếu tá hải quân Urey Fedorovich Lisianski. Nhà thơ nữ Nga Anna Akhmatova đã đưa hình ảnh của sông Neva vào trong nhiều bài thơ của bà.
Rasputin, người có ảnh hưởng lớn đến gia đình hoàng tộc Romanov, đã bị giết chết thả trôi sông Neva vào năm 1916.
Trong chiến tranh vệ quốc vĩ đại, trận chiến bảo vệ thành phố Leningrad được diễn ra ác liệt từ 8/9/1941 đến 27/1/1944(882 ngày đêm), trong đó việc bị phong tỏa thành phố với đất mẹ do Hồng quân không thể giải quyết được khu vực Shlisselburg cạnh hồ Ladoga và sông Neva nơi được gọi là 'Con heo Neva'

## Các đảo
Thành phố Sankt-Peterburg nằm trên 42 hòn đảo thuộc phần châu thổ hạ lưu sông Neva. Các đảo lớn nhất có:
- Đảo Vasiljevskii
- Đảo Petrogradskii
- Đảo Krestovskii
- Đảo Decabristov (Đảo những người (tham gia khởi nghĩa) tháng Chạp).

Ngoài ra còn có các đảo Elagin và Kamennui (đảo Đá).

## Các cầu trên sông
- Aleksandr Nevskii
- Obukhovskii (Vantovui)
- Volodarskii
- Dvortsovui
- Trung úy Smidt
- Liteinui
- Piotr Velikii (tên cũ: Bolsheokhotinskii)
- Troitskii (tên cũ: Kirovskii)
- Phần Lan (Finljandskii (đường sắt)

## Giao thông thủy
Sông Neva là phần nằm xa nhất về phía tây bắc của tuyến đường thủy Volga-Baltic, nó nối liền sông Volga, hồ Onega, hồ Ladoga và biển Baltic. Tuyến đường thủy này có thể cho các tàu sông lớn nhất qua lại dễ dàng, và nó là một phần quan trọng trong giao thông thủy giữa Sankt-Peterburg và Moskva. Nhiều tàu khách và tàu vận tải hàng hóa cỡ lớn chạy trên tuyến đường thủy này. 